# Юкка гигантская
Юкка гигантская (лат. Yucca gigantea), более известная под названием Юкка слоновая (Yucca elephantipes), которое, согласно современным представлениям, входит в синонимику вида, — однодольное древесное растение; вид рода Юкка (Yucca). Ранее этот род включали в подсемейство Dracaenoideae семейства Лилейные (Liliaceae), позже стали включать в семейство Агавовые (Agavaceae). Согласно современным представлениям, род Юкка относится к семейству Спаржевые (Asparagaceae).
Популярное комнатное растение; обычно выращивается в форме ложной пальмы.
Юкка гигантская — национальный цветок Сальвадора.

## Распространение
В природе растение распространено в странах Центральной Америки (Белиз, Гватемала, Гондурас, Коста-Рика, Никарагуа, Сальвадор), а также в восточной части Мексики.

## Биологическое описание

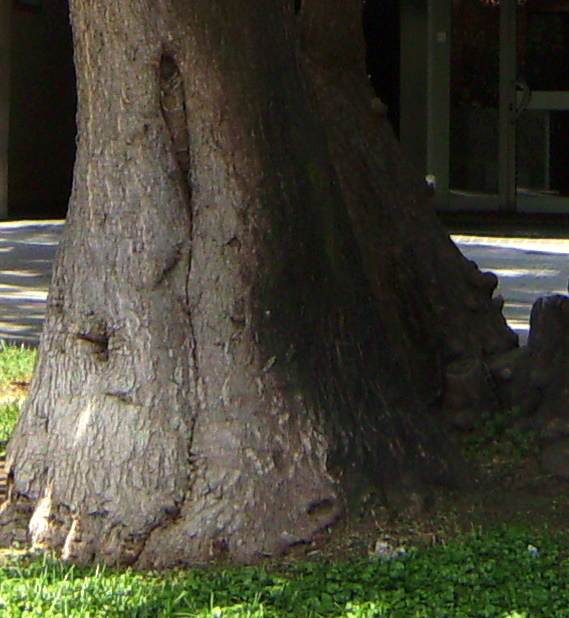
Основание ствола взрослой юкки гигантской, похожее на ногу слона

Юкка гигантская в природе может достигать в высоту 9 м, а диаметр её кроны — 4,5 м, однако в большинстве случаев растения не вырастают выше 6 м. В культуре растения имеют гораздо меньшие размеры. Молодые растения растут кустом, у взрослых растений стебель становится толстым и деревянистым, с грубой поверхностью, после отмирания нижних листьев он постепенно оголяется и, по мере увеличения его диаметра, по своему внешнему виду становится всё более похожим на ногу слона (отсюда — эпитет elephantipes в названии Yucca elephantipes). Ствол может быть как одиночным, так и довольно сильно разветвлённым.
Листья жёсткие, линейно-ланцетные, с острым краем, блестящие, тёмно-зелёные, с мелкими зубцами по краю, в длину достигают 120 см, в ширину — 8 см.
Цветки белые, колокольчатые, поникающие, образуют многоцветковую метёлку достаточно большого размера. Листочков околоцветника шесть. Тычинки короче околоцветника. Завязь с многочисленными семяпочками. Столбик короткий, с тремя лопастями рыльца.
Время цветения в природе — с лета до осени.
Плод коричневого цвета, сочный, овальный, длиной до 2,5 см.

## Культивирование

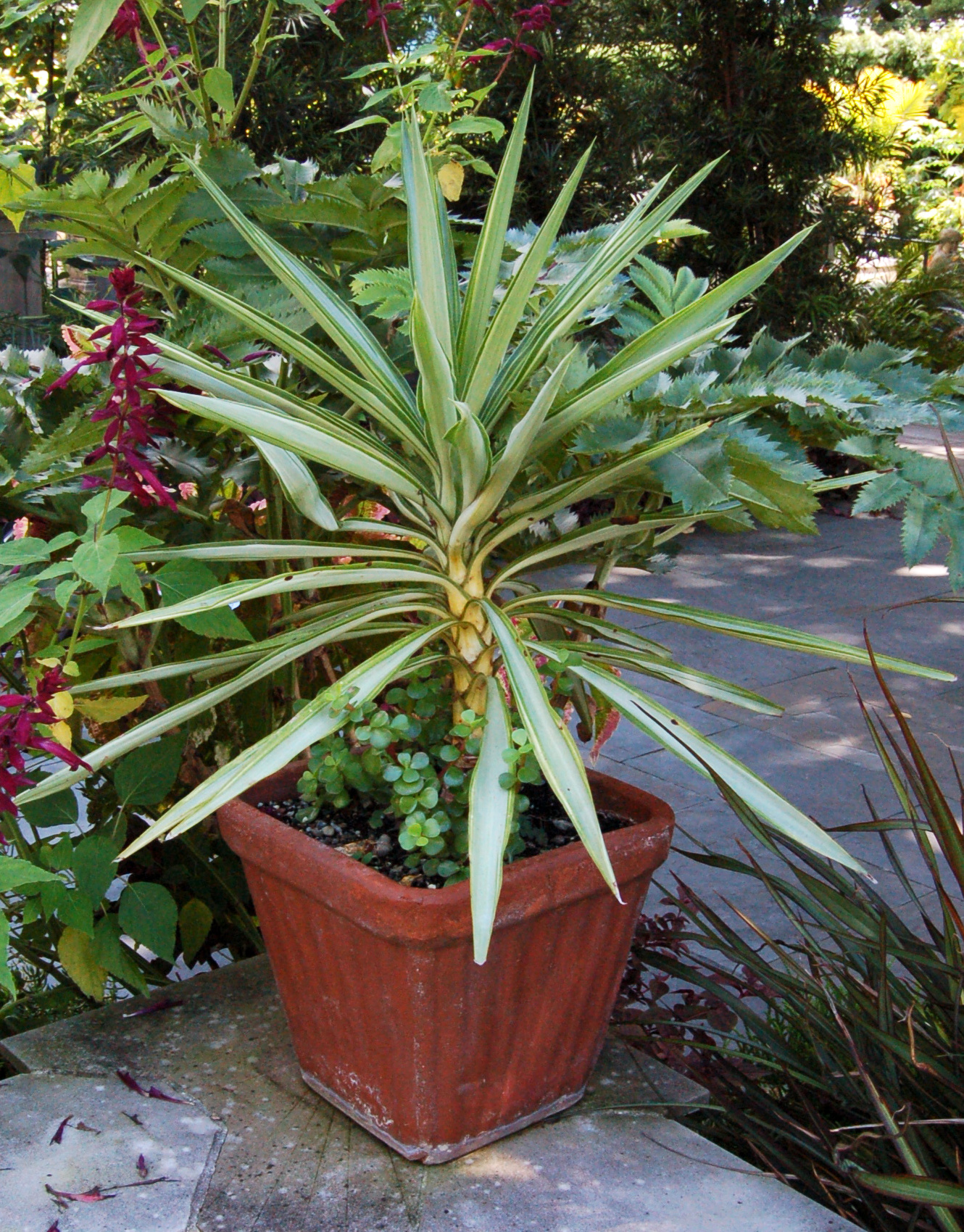
Растение сорта 'Silver Star', выращиваемое как горшочная культура

Юкку гигантскую (слоновую) выращивают как декоративное растение как в открытом грунте, так и в помещениях. Растение засухоустойчиво, к составу почвы не требовательно. Размножают растение семенами, черенками, а также отрезками ствола.
В открытом грунте растение пригодно для выращивания в зонах морозостойкости с 10 по 12.
Как комнатное растение этот вид юкки чаще всего выращивают, сажая во влажную почву отрезки стволов взрослых растений. Достаточно быстро эти отрезки укореняются и из них начинают развиваться побеги.
Юкка гигантская — один из двух видов юкки, чаще других выращиваемых в помещениях. Второй вид, Юкка алоэлистная (Yucca aloifolia), отличается от первого более жёсткими листьями, а также формой кроны, которая близка к шаровидной.

## Синонимы
По информации базы данных The Plant List (2013), в синонимику вида входят следующие названия:
- Dracaena lennei Baker
- Dracaena yuccoides Baker
- Sarcoyucca elephantipes Linding.
- Yucca eleana W.Watson
- Yucca elephantipes Regel ex Trel. — Юкка слоновая
- Yucca elephantipes var. ghiesbreghtii Molon
- Yucca elephantipes var. gigantea (Lem.) Molon
- Yucca ghiesbreghtii Baker
- Yucca guatemalensis Baker — Юкка гватемальская
- Yucca lenneana Baker
- Yucca mazelii W.Watson
- Yucca mooreana Baker
- Yucca roezlii Baker